# Convento de las Trinitarias Descalzas
El monasterio de San Ildefonso y San Juan de Mata, más conocido por su antiguo nombre de Convento de las Trinitarias Descalzas de San Ildefonso, es un conjunto arquitectónico de iglesia y monasterio barrocos de la capital de España, dentro del perímetro del Madrid de los Austrias. La primitiva construcción data de 1609, y el conjunto conservado se encuentra en la manzana formada por la Costanilla de las Trinitarias y la calle de Huertas, con fachada a la calle de Lope de Vega.
En este edificio fue enterrado Miguel de Cervantes en 1616, y actualmente sus restos descansan en un monumento en su honor erigido en la Iglesia de San Ildefonso del Convento de las Trinitarias.

## Historia
Fundado a comienzos del siglo XVII, por la dama Francisca Gaitán Romero, hija de Julián Romero, capitán de los ejércitos de Felipe II en las guerras con Flandes. Procedente del convento de Santa Úrsula de Toledo, la congregación de trinitarias que en 1612 ocupó las fincas que los Romero tenían en la calle Cantarranas, había sido instalada de modo provisional en la calle Mayor. Pronto se despreocupó la fundadora a raíz de un conflicto con las enclaustradas, pasando la protección del capítulo a María de Villena y Melo, marquesa de la Laguna y dama de la Casa de Braganza, que invirtió parte de su legado portugués de 2000 ducados en la primera reforma arquitectónica de que se tiene noticia —ocurría esto en 1639, periodo en que Portugal se integró en la Corona Española—, por lo que en esos días sus habitantes se trasladaron a una casa en la calle del Humilladero. Pero al año siguiente, la guerra de independencia de Portugal, demoró el proceso de ampliación que no pudo iniciarse hasta 1673. En esa reforma, además de las viviendas de las monjas, se demolió la primitiva capilla, en la que medio siglo antes había recibido sepultura Miguel de Cervantes, suponiéndose que entonces sus restos pasaron a una fosa común. Todavía se interrumpieron una vez más las obras en 1688 al morir su arquitecto Marcos López, que no se concluyeron hasta diez años después, de la mano de José del Arroyo. Otras fuentes documentales hacen suponer que el actual aspecto de las tres fachadas de ladrillo visto con ventanas enrejadas corresponde a las obras de mejora concluidas en 1752.

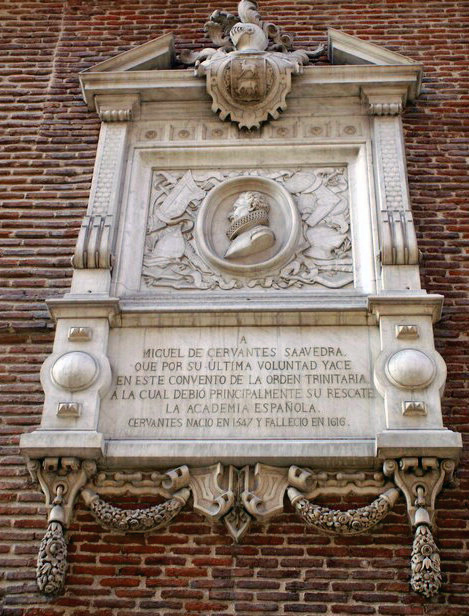
Placa esculpida por Ponzano dedicada a Cervantes, en la fachada a la calle Lope de Vega

Ha quedado noticia de que fue este convento el que pagó el rescate de Cervantes cautivo en Argel, y de ahí que, tras su muerte en 1616, fuese enterrado en él.
Comenta Mesonero Romanos en sus Paseos por el antiguo Madrid, y lo recoge más tarde Pedro de Répide en su monografía dedicada a Las calles de Madrid, que en este monasterio profesaron algunas hijas de ilustres genios del Siglo de Oro español.  Así, por ejemplo, en 1621, sor Marcela de San Félix, hija de Lope de Vega y como él «mujer de versos» (aún se conserva en la biblioteca del convento un códice con poesía «a lo divino»). Al día siguiente de la muerte de Lope, la comitiva fúnebre pasó frente al convento para que su hija pudiera darle su último adiós desde una ventana. Algunos de los muebles que se exhiben en la actualidad en la Casa-Museo de Lope de Vega proceden de este convento.
En 1868, iglesia y convento se salvaron de ser demolidos gracias a la intercesión de la Real Academia, que presidía entonces el marqués de Molíns, alertados por Ramón de Mesonero Romanos, cronista y vigilante protector de la Villa de Madrid. Para disuadir a futuros especuladores y brutos, Molins y Mesonero colocaron en la fachada del edificio, cerca de la esquina con la calle de San José, unas lápidas y relieves esculpidos por Ponzano.
Tras años de investigación y demanda de financiación en el 2015 se llevó a cabo la búsqueda de los restos de Miguel de Cervantes que propugnaba el historiador Fernando de Prado. La alcaldesa Ana Botella inauguró la tumba donde se conservan los restos el 10 de junio de 2015.

### Arquitectura
El conjunto arquitectónico que se conserva resulta sencillo, a pesar de los añadidos y reformas. Una fachada sobria, compuesta por dos fajas de piedra laterales y un frontispicio triangular en el remate, con tres arcos de ingreso de medio punto en el centro, que decora un bajorrelieve y los escudos de armas de los marqueses de la Laguna. La pequeña iglesia que envuelve el edificio es de planta de cruz latina.
La iglesia conserva un gran retablo barroco en el que se narra la milagrosa casulla impuesta por la Virgen al santo Ildefonso de Toledo, en el siglo VII.